# U.S. Route 70
Pour les articles homonymes, voir Route 70.
La U.S. Route 70 (US 70) est une U.S. Route longue de 3 838 km (2 385 miles). Elle possède un axe ouest / est et relie le centre-est de l'Arizona à l'est de la Caroline du Nord. Il s'agit d'une autoroute importante du sud-ouest et du sud des États-Unis.
Autrefois, la route était surnommée « Broadway de l'Amérique » car elle était l'une des routes principales reliant l'océan Atlantique à l'océan Pacifique. Son extrémité ouest se trouvait près de Los Angeles, Californie, à proximité de l'océan Pacifique alors que extrémité est, toujours la même aujourd'hui, se trouve à Atlantic, Caroline du Nord, à proximité de l'Océan Atlantique.

## Description du tracé
|       | mi    | km    |
| ----- | ----- | ----- |
| AZ    | 122   | 196   |
| NM    | 448   | 721   |
| TX    | 255   | 410   |
| OK    | 290   | 467   |
| AR    | 291   | 468   |
| TN    | 480   | 773   |
| NC    | 495   | 797   |
| Total | 2,381 | 3,382 |

### Arizona
La US 70 débute à Globe à une jonction avec la US 60. La route se dirige alors vers la Réserve Apache de San Carlos et passe par Peridot. Elle continue vers le sud-est et atteint Safford, où elle débute un multiplex de dix miles (16 km) avec la US 191. La US 70 parcourt ensuite 37 miles (60 km) avant de traverser au Nouveau-Mexique, à l'est de Franklin.

### Nouveau-Mexique
Après être entrée au Nouveau-Mexique, la US 70 se dirige vers le sud-est. Elle continue dans cette direction jusqu'à Lordsburg. Dans cette ville, elle rejoint l'I-10 vers l'est et forme un multiplex avec celle-ci jusqu'à Las Cruces, près de 120 miles (193 km) plus loin. Elle emprunte alors Picacho Avenue et Main Street à Las Cruces. Elle croise l'I-25 et adopte une orientation vers le nord-est. Elle passe ensuite aux pieds des Monts Organ.
La route traverse les montagnes via le col San Augustin et descend dans la vallée pour atteindre le bassin de Tularosa. Elle traverse ensuite le White Sands Missile Range. Il arrive que des tests de missiles provoquent une fermeture ponctuelle de la route. Elle passe alors près de l'entrée du Parc national des White Sands ainsi que près de l'extrémité sud de la Holloman Air Force Base. Elle rencontre ensuite la US 54 et bifurque vers le nord alors qu'elle entre à Alamogordo. Au nord de la ville, la US 54 / US 70 rencontre le terminus ouest de la US 82 près de La Luz. Le multiplex entre la US 54 et la US 70 perdure jusqu'à Tularosa, où la US 70 bifurque vers l'est et le nord-est. La route entre dans les Monts Sacramento ainsi que dans la Forêt nationale de Lincoln. Elle traverse la réserve indienne Apache Mescalero suivie de la ville de Ruidoso. Elle continue vers le nord-est et, à Hondo, elle rencontre la US 380. Les deux routes forment un multiplex jusqu'à l'ouest de Roswell. La US 70 contourne cette dernière et se dirige vers le nord-est. Elle passe par Portales et Clovis, où elle rencontre la US 60 / US 84. Les trois routes forment un multiplex jusqu'à Texico, tout près de la frontière avec le Texas. La US 70 demeure en multiplex avec la US 84 et entre au Texas.

### Texas
La US 70 entre au Texas en multiplex avec la US 84. Elle se dirige vers le sud-est en direction de Muleshoe, où les routes se séparent. La US 70 se dirige alors vers l'est et passe par Springlake et Plainview, où elle croise l'I-27. Elle se dirige alors vers le sud-est jusqu'à Floydada où elle débute un multiplex avec la US 62. Les routes se dirigent vers l'est en passant par Matador et Paducah, où elles se séparent. La US 70 continue vers l'est en passant par Crowell et Vernon. À Vernon, elle rencontre la US 287 et la US 183, routes avec lesquelles elle forme un multiplex jusqu'à Oklaunion (US 287) et Davidson, Oklahoma (US 183).

### Oklahoma
La US 70 / US 183 entre en Oklahoma après avoir traversé la Rivière Rouge. Trois miles (4,8 km) au nord de la frontière, les routes se séparent à Davidson. La US 70 rencontre l'I-44 / US 277 / US 281. Les deux US Routes quittent l'I-44 et forment un multiplex avec la US 70 vers l'est. À Randlett, la US 70 se détache des deux autres routes pour continuer vers l'est. Elle passe au sud de Waurika, à Ringling, Wilson, Lone Grove et Ardmore. Elle y forme un court multiplex vers le sud avec l'I-35 et se dirige ensuite vers l'est en direction d'Oakland et de Madill. Elle bifurque vers le sud-est jusqu'à Kingston et vers l'est en passant par Durant, Bokchito, Bennington, Boswell et Hugo. À l'ouest de Hugo, elle rencontre la US 271 qu'elle rejoint jusqu'à Hugo. Elle se dirige vers l'est jusqu'à Idabel, qu'elle contourne par le nord. Elle rencontre la US 259 et forme un multiplex avec celle-ci jusqu'à Broken Bow. Elle se sépare de la US 259 à cet endroit et continue vers l'est jusqu'à la frontière avec l'Arkansas.

### Arkansas

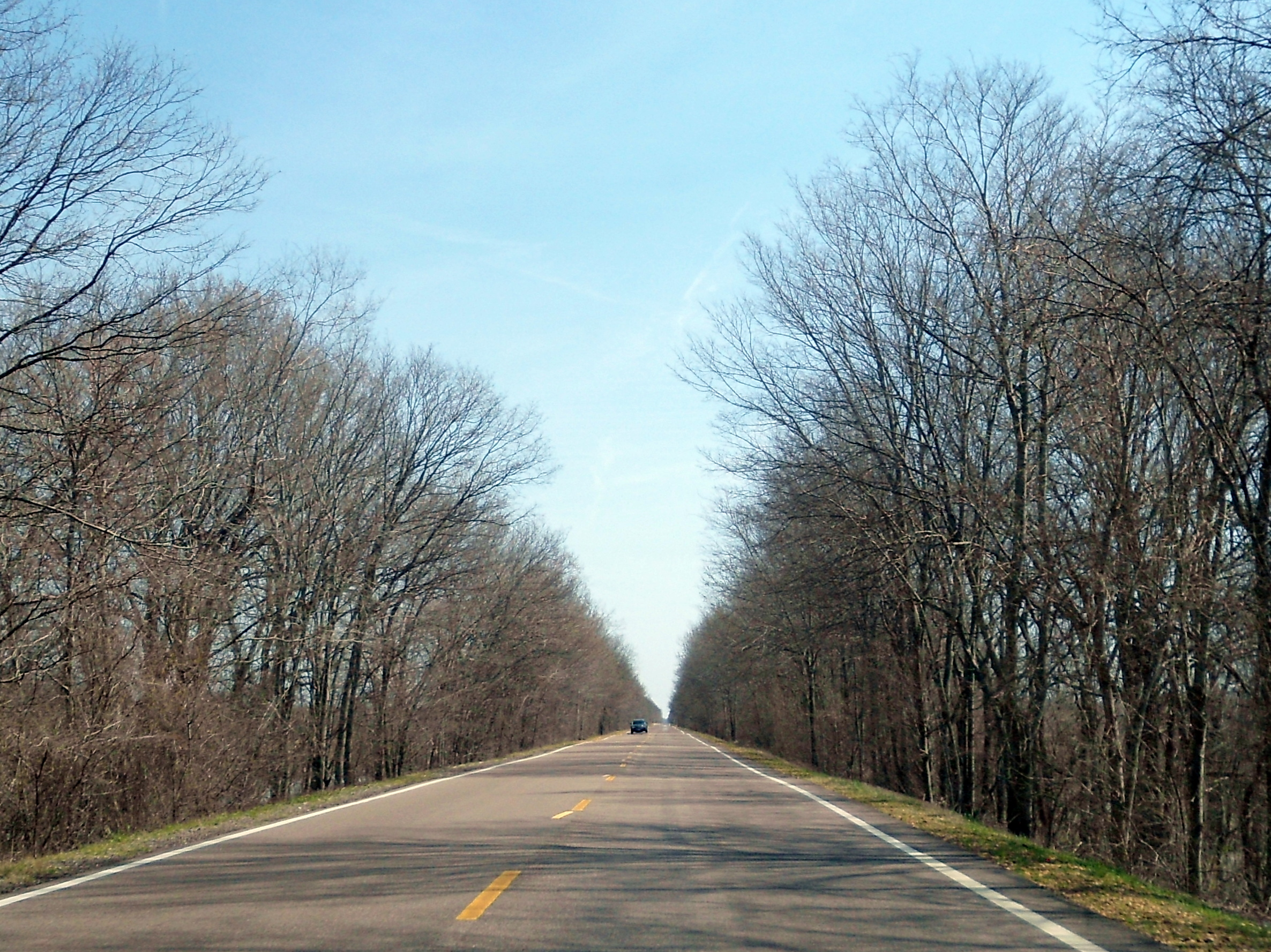
US 70 dans le comté de Monroe, Arkansas

La US 70 entre en Arkansas huit miles (13 km) à l'ouest de De Queen. Elle passe dans le nord de la ville et rencontre la US 59 / US 71. Elle se joint au multiplex sur huit miles (13 km) vers l'est. Alors qu'elle quitte le multiplex, la US 70 se dirige vers le nord-est. À Dierks, elle rencontre la US 278 et forme un multiplex avec celle-ci sur une courte distance vers le nord. Elle se continue ensuite vers le nord-est et passe par Daisy et Glenwood avant d'atteindre Hot Springs. Elle contourne la ville par le sud en multiplex avec la US 270. La US 70 se dirige ensuite vers l'est jusqu'à ce qu'elle atteigne l'I-30 au sud de Benton. Les routes forment un multiplex jusqu'à Little Rock, où la US 70 rejoint l'I-430 sur une courte distance. Après avoir quitté l'I-430, la US 70 continue vers le nord-est en direction du centre de Little Rock. Elle traverse la ville vers l'est et le nord jusqu'à la rivière Arkansas qu'elle traverse. Elle entre à North Little Rock et se dirige vers l'est.
En quittant la région de Little Rock, elle longe l'I-40 et passe par Lonoke, Carlisle, Hazen, Brinkley, Forrest City et West Memphis. Dans cette ville, elle rejoint l'I-55 / US 61 / US 64 / US 79 et atteint le fleuve Mississippi. En traversant le fleuve, elle entre à Memphis, au Tennessee.

### Tennessee

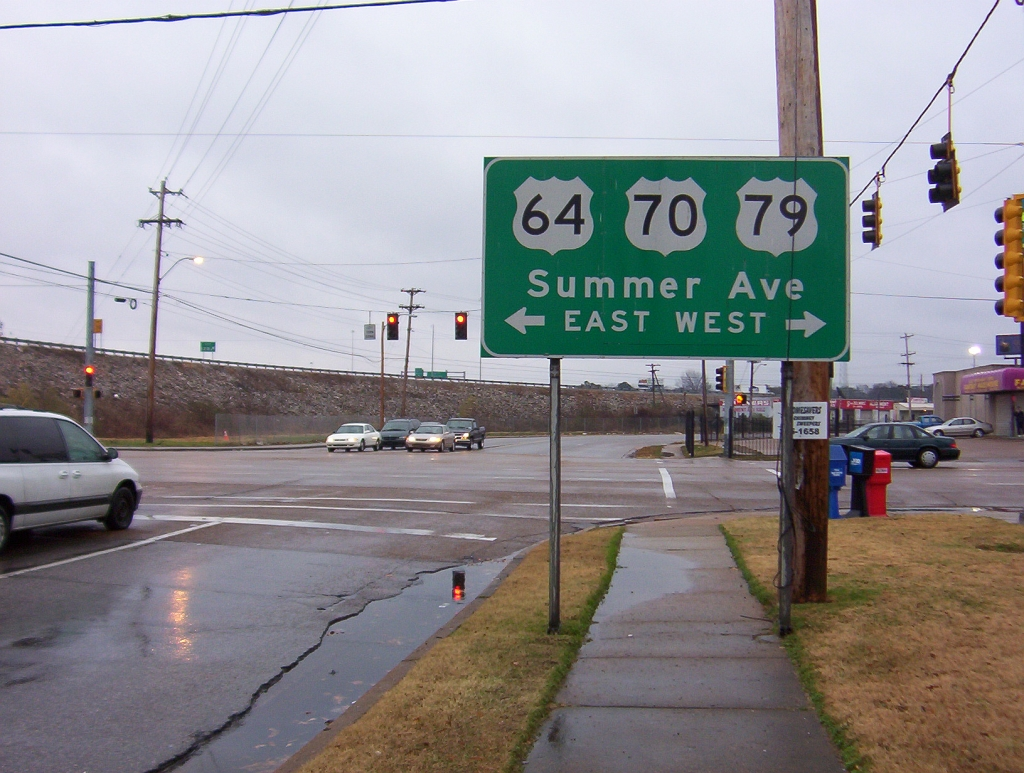
Multiplex US 64 / US 70 / US 79 sur Summer Avenue à Memphis, Tennessee.

La US 70 entre au Tennessee à Memphis en multiplex avec l'I-55, la US 61, la US 64 et la US 79. Alors que l'I-55 continue vers le sud, les US Routes poursuivent vers l'est. La US 64 / US 70 / US 79 prennent ensuite le nord sur B.B. King Boulevard et la US 61 prend le sud. Elles prennent ensuite l'est sur Union Avenue et forment un multiplex avec la US 51 sur une courte distance. Les routes prennent le nord sur East Parkway et l'est sur Summer Avenue. À Bartlett, la US 64 se détache du multiplex. La US 70 / US 79 continue vers le nord-est pour sortir de la région de Memphis.
Le multiplex se poursuit jusqu'à Brownsville en suivant l'I-40. La US 70 prend la direction est jusqu'à Jackson, où elle bifurque vers le nord-est. Elle atteint Huntingdon et reprend un alignement vers l'est. Elle passe alors par Bruceton, Waverly, Dickson et Pegram avant d'atteindre la région de Nashville.
Elle atteint le centre-ville de Nashville et passe au sud du Capitole d'État du Tennessee. Elle quitte la région de Nashville en allant vers l'est et atteint Lebanon. Là, elle bifurque vers le sud-est jusqu'à Smithville et vers l'est jusqu'à Crossville. Elle traverse la ville et recommence à longer l'I-40. Elle forme un multiplex avec la US 27 à Rockford et continue vers l'est jusqu'à Eaton. Là, elle prend la direction du nord-est et longe l'I-40 / I-75, en multiplex avec la US 11. Elle traverse le centre de Knoxville et continue de longer l'I-40. À l'endroit où la US 11 se sépare en US 11E et US 11W, la US 70 continue son trajet en multiplex avec la US 11E. Les routes sont rejointes par la US 25W sur quelques miles vers l'est. La US 70 continuera son parcours avec la US 25W. La route longe l'I-40 jusqu'à Newport, où la US 25W retrouve la US 25E pour former la US 25. La US 70 suit cette dernière vers l'est jusqu'à la frontière avec la Caroline du Nord.

### Caroline du Nord
En entrant en Caroline du Nord, la US 25 / US 70 se dirige vers le sud-est jusqu'à Weaverville. Elle y rencontre l'I-26 / US 19 / US 23 et s'y joint vers le sud. À Asheville, la US 70 rejoint l'I-240 vers l'est jusqu'à l'est de la ville. Elle quitte la ville en longeant l'I-40. À Black Mountain, elle forme un multiplex avec l'autoroute jusqu'à Old Fort. La US 70 passe ensuite par Marion, Morganton, Hickory, Conover, Statesville et Salisbury, où elle trouve la US 29 pour traverser la ville, vers le nord-est. Au nord-est de East Spencer, les routes rejoignent l'I-85 jusqu'à Lexington. La US 29 / US 70 emprunte l'ancien tracé de l'I-85 jusqu'à Greensboro. Elle rejoint l'I-40 / US 220 dans la ville et les US Routes se séparent rapidement de l'autoroute pour aller vers le nord. Au nord-est de la ville, la US 70 poursuit son trajet seule en allant vers l'est.
À la sortie de Greensboro, la US 70 longe l'I-40 et passe par Burlington, Hillsborough et Durham, où elle rejoint l'I-85 dans la ville. À Durham, la route prend la direction du sud-est jusqu'à Raleigh. Elle traverse la ville du nord au sud et se dirige vers le sud-est jusqu'à ce qu'elle rencontre l'I-40. Elle forme un multiplex avec l'autoroute sur une courte distance et continue alors vers le sud-est. Elle passe par Wilson's Mills, Princeton, Goldsboro, Kinston, James City, Wildwood et Morehead City, où elle se dirige désormais vers le nord-est à travers les Outer Banks jusqu'à l'intersection avec Seashore Drive et School Drive, à Atlantic.

## Intersections majeures
Arizona
 US 60 à Globe
 US 191 à Safford. Les routes forment un multiplex jusqu'au sud-est de San Jose.
Nouveau-Mexique
 I-10 à Lordsburg. Les routes forment un multiplex jusqu'à Las Cruces.
 US 180 à Deming. Les routes forment un multiplex jusqu'à Las Cruces.
 I-25 / US 85 à Las Cruces
 US 54 à Alamogordo. Les routes forment un multiplex jusqu'à Tularosa.
 US 82 à Alamogordo
 US 380 à Hondo. Les routes forment un multiplex jusqu'à Roswell.
 US 285 à Roswell. Les routes forment un multiplex jusqu'au nord de Roswell.
 US 60 / US 84 à Clovis. La US 60 / US 70 forment un multiplex jusqu'à Texico. La US 70 / US 84 forment un multiplex jusqu'à Muleshoe, Texas.
Texas
 US 385 à Springlake
 I-27 / US 87 à Plainview
 US 62 à Floydada. Les routes forment un multiplex jusqu'à Paducah.
 US 83 à Paducah
 US 287 à Vernon. Les routes forment un multiplex jusqu'à Oklaunion.
 US 183 / US 283 à Vernon. La US 70 / US 183 forment un multiplex jusqu'à Davidson, Oklahoma.
Oklahoma
 I-44 / US 277 / US 281 à l'ouest de Randlett. La US 70 / US 277 / US 281 forment un multiplex jusqu'à Randlett.
 US 81 à Waurika
 I-35 à Ardmore. Les routes forment un multiplex dans la ville.
 US 77 à Ardmore
 US 177 à Madill
 US 377 à Madill. Les routes forment un multiplex dans la ville.
 US 69 / US 75 à Durant
 US 271 à l'est de Soper. Les routes forment un multiplex jusqu'au sud de Hugo.
 US 259 à Idabel. Les routes forment un multiplex jusqu'à Broken Bow.
Arkansas
 US 59 / US 71 / US 371 à De Queen. Les routes forment un multiplex jusqu'au nord de Lockesburg.
 US 278 à Dierks. Les routes forment un multiplex jusqu'au nord de Dierks.
 US 270 à Hot Springs. Les routes forment un multiplex dans la ville.
 I-30 au nord-ouest de Haskell. Les routes forment un multiplex jusqu'à Little Rock.
 US 67 au sud-ouest de Benton. Les routes forment un multiplex jusqu'à Little Rock.
 I-430 à Little Rock. Les routes forment un multiplex dans la ville.
 I-630 à Little Rock
 I-30 / US 65 / US 67 / US 167 à Little Rock
 US 165 à North Little Rock
 I-440 à North Little Rock
 US 63 à Hazen. Les routes forment un multiplex dans la ville.
 US 49 à Brinkley. Les routes forment un multiplex dans la ville.
 US 79 au sud de Jennette
 I-55 / US 61 / US 64 / US 79 à West Memphis. L'I-55 / US 61 / US 70 forment un multiplex jusqu'à Memphis, Tennessee. La US 64 / US 70 forment un multiplex jusqu'aux limites entre Memphis et Bartlett, Tennessee. La US 70 / US 79 forment un multiplex jusqu'à Brownsville, Tennessee.
Tennessee
 US 78 à Memphis
 US 51 à Memphis. Les routes forment un multiplex dans la ville.
 I-69 / I-240 à Memphis
 US 72 à Memphis
 I-40 à Memphis
 I-269 à Arlington
 I-40 à l'est de Brownsville
 US 45 à Jackson
 US 412 au nord-est de Jackson. Les routes forment un multiplex sur environ 0,5 miles (0,80 km).
 I-40 au nord-est de Jackson
 US 641 au sud de Camden
 US 70S à Nashville
 I-40 à Nashville
 I-40 / I-65 à Nashville. Les routes forment un multiplex dans la ville.
 US 70S / US 431 à Nashville. Les routes forment un multiplex dans la ville.
 US 231 à Lebanon
 US 70N à Lebanon
 I-40 à Lebanon
 US 70N à Crossville
 US 127 à Crossville
 US 27 au sud-ouest de Rockwood. Les routes forment un multiplex jusqu'à Rockwood.
 US 321 à Lenoir City
 US 11 au sud-ouest de Farragut. Les routes forment un multiplex jusqu'à Knoxville.
 I-140 à Knoxville.
 I-40 / I-75 à Knoxville
 US 129 à Knoxville
 US 441 à Knoxville. Les routes forment un multiplex dans la ville.
 I-40 / I-275 à Knoxville
 US 11E / US 11W à Knoxville. La US 11E / US 70 forment un multiplex jusqu'au sud-est de Mascot.
 I-40 / US 25W à Knoxville. La US 25W / US 70 forment un multiplex jusqu'à Newport.
 I-40 à l'ouest de Dandridge
 US 411 à Newport. Les routes forment un multiplex dans la ville.
 I-40 à Newport
 US 25 / US 25E à Newport. La US 25 / US 70 forment un multiplex jusqu'à Woodfin, Caroline du Nord.
 US 321 à Newport. Les routes forment un multiplex dans la ville.
Caroline du Nord
 I-26 / US 19 / US 23 à Weaverville. Les routes forment un multiplex jusqu'à Asheville.
 I-240 à Asheville. Les routes forment un multiplex dans la ville.
 US 25 à Asheville
 I-40 à Black Mountain. Les routes forment un multiplex jusqu'au sud-ouest de Old Fort.
 US 221 à Marion
 US 64 à Morganton. Les routes forment un multiplex dans la ville.
 US 321 à Hickory
 US 64 à Statesville
 US 21 à Statesville
 I-77 à Statesville
 US 601 à Salisbury. Les routes forment un multiplex dans la ville.
 US 29 à Salisbury. Les routes forment un multiplex jusqu'à Greensboro.
 I-85 / US 52 au nord-est de Spencer. L'I-85 / US 70 forment un multiplex jusqu'au sud-ouest de Lexington. La US 52 / US 70 forment un multiplex jusqu'à l'ouest de Lexington.
 I-285 au sud-ouest de Lexington. Les routes forment un multiplex jusqu'à l'ouest de Lexington.
 US 64 à Lexington. Les routes forment un multiplex dans la ville.
 I-74 à High Point
 I-85 au sud-ouest de Greensboro. Les routes forment un multiplex dans la ville.
 I-73 / US 421 à Greensboro
 US 220 à Greensboro
 I-40 / US 220 à Greensboro. Les routes forment un multiplex dans la ville.
 I-840 à Greensboro
 I-85 à Eno. Les routes forment un multiplex jusqu'à Durham.
 I-885 à Durham. Les routes forment un multiplex dans la ville.
 US 15 / US 501 à Durham. Les routes forment un multiplex dans la ville.
 I-540 à Raleigh
 I-440 / US 1 à Raleigh
 US 401 à Raleigh. Les routes forment un multiplex dans la ville.
 I-40 / US 64 à Raleigh
 I-40 à Garner. Les routes forment un multiplex jusqu'au sud-ouest de Clayton.
 US 301 à Selma
 I-95 à Selma
 I-795 à Goldsboro
 US 13 / US 117 à Goldsboro. Les routes forment un multiplex dans la ville.
 US 258 à Kinston. Les routes forment un multiplex dans la ville.
 US 17 à l'ouest de New Bern. Les routes forment un multiplex jusqu'aux limites entre New Bern et James City.
Seashore Drive / School Drive à Atlantic

## Routes auxiliaires
- US 70N, route ouest-est reliant Lebanon et Crossville, au Tennessee. Elle est au nord de la US 70.
- US 70S, route ouest-est reliant Nashville et Sparta, au Tennessee. Elle est au sud de la US 70.
- US 270, route ouest-est reliant Liberal, Kansas à White Hall, Arkansas, en passant par l'Oklahoma.